# Il diritto di non parlare
Il diritto di non parlare (The Right to Remain Silent) è un film per la televisione del 1996 diretto da Hubert C. de la Bouillerie.
È un film drammatico poliziesco statunitense con Robert Loggia, Lea Thompson e Patrick Dempsey. È basato sulla commedia teatrale omonima di Brent Briscoe e Mark Fauser.

## Produzione
Il film, diretto da Hubert C. de la Bouillerie su una sceneggiatura e un soggetto di Brent Briscoe e Mark Fauser (autori del lavoro teatrale omonimo), fu prodotto da Thom Colwell, Donna Dubrow, John McTiernan e Debbie Robins per la Chanticleer Films, la Republic Pictures, la Showtime Networks e la Tongue River Films.

## Distribuzione
Il film fu trasmesso negli Stati Uniti il 7 gennaio 1996 sulla rete televisiva Showtime. È stato poi distribuito negli Stati Uniti per l'home video dalla Republic Pictures Home Video.
Altre distribuzioni:
- in Germania (Im Auge des Sturms)
- in Spagna (Silencio legal)